# Crithagra leucopygia
El serín culiblanco  (Crithagra leucopygia) es una especie de ave paseriforme de la familia Fringillidae propia del Sahel.

## Distribución
Se encuentra en las sabanas secas del Sahel.